# Žužemberk
Žužemberk este o localitate din comuna Žužemberk, Slovenia, cu o populație de 1.085 de locuitori.